# ダン・ジェニングス
ダニエル・リー・ジェニングス（Daniel Lee Jennings, 1987年4月17日 - ）は、アメリカ合衆国カリフォルニア州アラメダ郡バークレー出身の元プロ野球選手（投手）。左投左打。愛称はDJ。

## 経歴

### プロ入りとマーリンズ時代
2008年のMLBドラフト9巡目（全体268位）でフロリダ・マーリンズから指名され、6月19日に契約。契約後、傘下のA-級ジェームズタウン・ジャマーズでプロデビュー。13試合に先発登板して1勝4敗、防御率3.53、62奪三振を記録した。
2009年はA級グリーンズボロ・グラスホッパーズ、A+級ジュピター・ハンマーヘッズ、AA級ジャクソンビル・サンズでプレー。A級グリーンズボロでは34試合に登板して1勝2敗、防御率2.74、54奪三振を記録した。
2010年はAA級ジャクソンビルでプレーし、37試合に登板して4勝2敗、防御率2.56、44奪三振を記録した。また、同年7月には禁止薬物の使用が発覚し、50試合の出場停止処分を受けた。
2011年はまずAA級ジャクソンビルでプレーし、21試合に登板して4勝1敗2セーブ、防御率3.16、29奪三振を記録した。6月にAAA級ニューオーリンズ・ゼファーズへ昇格。24試合に登板して1勝3敗2セーブ、防御率7.04、27奪三振を記録した。オフの11月18日にマーリンズとメジャー契約を結び、40人枠入りした。
2012年3月18日にAAA級ニューオーリンズへ配属され、開幕を迎えた。4月29日にメジャーへ昇格し、30日のアリゾナ・ダイヤモンドバックス戦でメジャーデビュー。3点ビハインドの6回表から登板し、1回を無安打無失点に抑えた。5月5日にAAA級ニューオーリンズへ降格。5月25日に再昇格し、同日のサンフランシスコ・ジャイアンツ戦でメジャー初勝利を挙げた。4試合に登板したが、6月7日にオースティン・カーンズが故障者リストから復帰したため、AAA級ニューオーリンズへ降格した。7月24日に再昇格し、4試合に登板したが、8月3日にAAA級ニューオーリンズへ降格した。9月2日に再昇格した。この年は22試合に登板して1勝0敗、防御率1.89、8奪三振を記録した。
2013年3月26日にAAA級ニューオーリンズへ配属され、開幕を迎えた。5月27日にアレックス・サナビアが故障者リスト入りしたため、メジャーへ昇格。昇格後はリリーフに定着し、47試合に登板。2勝4敗、防御率3.76、38奪三振を記録した。
2014年は開幕ロースター入りし、開幕後は10試合に登板したが、5月3日にジェイコブ・ターナーが故障者リストから復帰したため、AAA級ニューオーリンズへ降格。5月12日にホセ・フェルナンデスが故障者リスト入りしたため再昇格し、2試合に登板。いずれの試合も無失点に抑えたが、13日にAAA級ニューオーリンズへ降格した。5月24日にブラッド・ハンドが故障者リスト入りしたため、メジャーへ昇格。11試合に登板し、全て無失点に抑えていたが、6月18日にAAA級ニューオーリンズへ降格。6月29日にクリスチャン・イエリッチが故障者リスト入りしたため再昇格した。8月7日に行われたピッツバーグ・パイレーツ戦の8回裏にジョーディー・マーサーの打球が頭部に直撃し、負傷退場となった。翌8日に7日間の故障者リスト入りした。その後は回復に向かい、8月22日にマイナーリーグでプレーするため、15日間の故障者リストへ異動。9月1日に復帰した。この年は47試合に登板して0勝2敗、防御率1.34、38奪三振を記録した。

### ホワイトソックス時代
2014年12月11日にアンドレ・リエンゾとのトレードで、シカゴ・ホワイトソックスへ移籍した。
2015年は自己ベスト（当時）となる53試合に投げたが、防御率が大幅に悪化して3.99になった。しかし、FIPはほぼ横ばいの数字であり、WHIPは下がったなど、実際の投球内容は改善の方向にあった。
2016年、2年連続で登板機会が増えて64試合にリリーフで投げた。4勝3敗とルーキーイヤー以来の勝ち越し、メジャー初セーブを記録、防御率も2.08まで下がり、2年ぶりに復活した恰好となった。

### レイズ時代
2017年7月27日にケイシー・ガレスピーとのトレードで、タンパベイ・レイズへ移籍した。移籍後は29試合に登板し、防御率3.44を記録した。シーズン通算では77試合登板で3勝1敗、防御率3.45とリリーフ投手として大きく台頭した1年となった。
2018年3月26日に自由契約となった。

### ブルワーズ時代
2018年3月30日にミルウォーキー・ブルワーズと1年契約を結んだ。この年は72試合（先発1試合）に登板して4勝5敗1セーブ、防御率3.22、45奪三振を記録した。オフの11月30日にFAとなった。

### ナショナルズ時代
2019年2月16日にロサンゼルス・エンゼルス・オブ・アナハイムとマイナー契約を結び、スプリングトレーニングに招待選手として参加するが、3月26日に自由契約となった。
その後、4月15日にワシントン・ナショナルズとマイナー契約を結んだ。4月30日にメジャー契約を結んでアクティブ・ロースター入りした。5月20日にDFAとなり、22日にマイナー契約を拒否してFAとなった。
2020年はどの球団とも契約を結ぶことができず、シーズン開幕前に現役引退を表明した。

## 詳細情報

### 年度別投手成績
| 年 度    | 球 団    | 登 板 | 先 発 | 完 投 | 完 封 | 無 四 球 | 勝 利 | 敗 戦 | セ 丨 ブ | ホ 丨 ル ド | 勝 率 | 打 者 | 投 球 回 | 被 安 打 | 被 本 塁 打 | 与 四 球 | 敬 遠 | 与 死 球 | 奪 三 振 | 暴 投 | ボ 丨 ク | 失 点 | 自 責 点 | 防 御 率 | W H I P |
| -------- | -------- | ----- | ----- | ----- | ----- | -------- | ----- | ----- | -------- | ----------- | ----- | ----- | -------- | -------- | ----------- | -------- | ----- | -------- | -------- | ----- | -------- | ----- | -------- | -------- | ------- |
| 2012     | MIA      | 22    | 0     | 0     | 0     | 0        | 1     | 0     | 0        | 2           | 1.000 | 86    | 19.0     | 18       | 2           | 11       | 1     | 2        | 8        | 0     | 0        | 5     | 4        | 1.89     | 1.52    |
| 2013     | MIA      | 47    | 0     | 0     | 0     | 0        | 2     | 4     | 0        | 1           | .333  | 171   | 40.2     | 39       | 1           | 16       | 2     | 0        | 38       | 3     | 0        | 17    | 17       | 3.76     | 1.35    |
| 2014     | MIA      | 47    | 0     | 0     | 0     | 0        | 0     | 2     | 0        | 3           | .000  | 182   | 40.1     | 45       | 3           | 17       | 1     | 0        | 38       | 2     | 0        | 11    | 6        | 1.34     | 1.53    |
| 2015     | CWS      | 53    | 0     | 0     | 0     | 0        | 2     | 3     | 0        | 4           | .400  | 244   | 56.1     | 55       | 3           | 24       | 6     | 0        | 46       | 4     | 0        | 28    | 25       | 3.99     | 1.40    |
| 2016     | CWS      | 64    | 0     | 0     | 0     | 0        | 4     | 3     | 1        | 10          | .571  | 259   | 60.2     | 57       | 1           | 28       | 0     | 3        | 46       | 4     | 0        | 18    | 14       | 2.08     | 1.40    |
| 2017     | CWS      | 48    | 0     | 0     | 0     | 0        | 3     | 1     | 0        | 7           | .750  | 185   | 44.1     | 35       | 6           | 19       | 4     | 1        | 38       | 0     | 0        | 20    | 17       | 3.45     | 1.22    |
| 2017     | TB       | 29    | 0     | 0     | 0     | 0        | 0     | 0     | 0        | 8           | ---   | 82    | 18.1     | 18       | 2           | 12       | 3     | 0        | 13       | 3     | 0        | 7     | 7        | 3.44     | 1.64    |
| '17計    | TB       | 77    | 0     | 0     | 0     | 0        | 3     | 1     | 0        | 15          | .750  | 267   | 62.2     | 53       | 8           | 31       | 7     | 1        | 51       | 3     | 0        | 27    | 24       | 3.45     | 1.34    |
| 2018     | MIL      | 72    | 1     | 0     | 0     | 0        | 4     | 5     | 1        | 11          | .444  | 271   | 64.1     | 66       | 6           | 23       | 1     | 1        | 45       | 2     | 1        | 27    | 23       | 3.22     | 1.38    |
| 2019     | WSH      | 8     | 0     | 0     | 0     | 0        | 1     | 2     | 0        | 0           | .333  | 32    | 4.2      | 8        | 1           | 7        | 2     | 1        | 9        | 1     | 0        | 8     | 7        | 13.50    | 3.21    |
| MLB：8年 | MLB：8年 | 390   | 1     | 0     | 0     | 0        | 17    | 20    | 2        | 46          | .459  | 1512  | 348.2    | 341      | 25          | 157      | 20    | 8        | 281      | 19    | 1        | 141   | 120      | 3.10     | 1.43    |

### 背番号
- 43（2012年 - 2017年）
- 38（2018年）
- 26（2019年）